# Pedit5
pedit5 (aussi connu sous le titre The Dungeon) est un jeu vidéo de type dungeon crawler développé par Rusty Rutherford sur le système PLATO en 1975. Il est inspiré de Donjons et Dragons et permet au joueur d’explorer un donjon infesté de monstres qu’il doit combattre pour gagner de l’expérience et des trésors,. Le donjon est constitué d’un seul niveau composé d’une quarantaine de salles reliées par des couloirs. Le héros, les monstres et les objets sont représentés à l’écran par des sprites alors que les murs sont représentés par de simples droites. Le héros est caractérisé par cinq attributs (force, intelligence, constitution, dextérité et vitalité) et peut utiliser des sortilèges.
pedit5 est développé en 1975 par Rusty Rutherford alors qu’il travaille comme programmeur sur le système PLATO de l’université de l’Illinois. Le nom du jeu est choisi de manière à tromper la vigilance des administrateurs du système mais le programme finit malgré tout par être supprimé et par disparaitre. 

## Postérité
pedit5 est connu comme un des tout premiers jeux vidéo de rôle sur ordinateur avec m199h  et dnd,. La chronologie des dates de créations de ces trois jeux n’est cependant pas clairement établie et il est donc difficile d’affirmer lequel est véritablement le premier jeu de rôle sur ordinateur. D’après Brian Dear, un spécialiste du système PLATO, il est probable que deux jeux ont été créés sur le système sous le titre dnd. Le premier aurait connu une existence très courte mais aurait néanmoins inspiré Rusty Rutherford qui explique avoir commencé a programmer pedit5 à cause d’un programme intitulé dnd alors en développement mais n’étant jamais apparu sur le système. Ce premier dnd pourrait par ailleurs ne faire qu’un avec m199h au sujet duquel il n’existe aucune information fiable. Le second dnd serait celui développé par Gary Whisenhunt et Ray Wood en s’inspirant de pedit5.